# Франк, Яков
Яков Франк (при рождении Яков бен Иехуда Лейб (Лейбович); 1726, Королёвка, Подолия, ныне Тернопольская область, Украина, — 1791, Оффенбах-ам-Майн, Германия) — еврейский религиозный деятель, создатель еврейской мессианской группы сторонников Шабтая Цви. Объявил себя мессией, считал себя реинкарнацией Шабтая Цви и Берахии Руссо. Жил в Оттоманской империи, где познакомился с дёнме, потом перебрался в Речь Посполитую (Подолию). В Польше организовал секту, которая была в остром конфликте с ортодоксальными еврейскими общинами. В споре с раввинами привлёк католического епископа, а потом всей сектой принял католичество. Сам Яков Франк, находясь в Турции, принимал ислам в общине дёнме, дважды принимал католичество и вёл переговоры с русским духовенством о массовом принятии православия всей его общиной.

## Биография

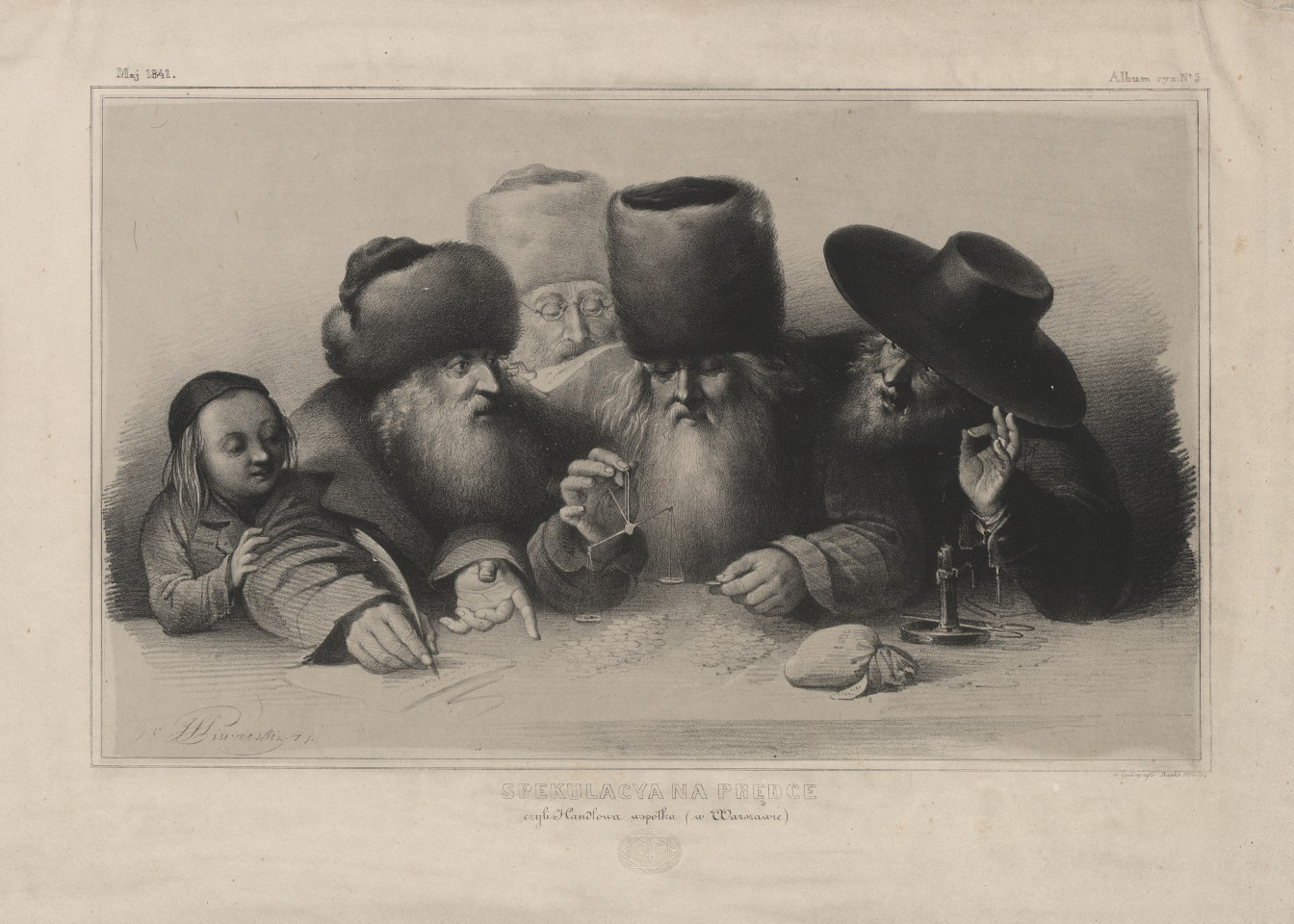

### Ранние годы
Имя от рождения — Яаков бен Иехуда Лейб (Лейбович). Получил начальное образование в Черновцах, а потом жил в Бухаресте. Признавался в нехватке образования, позднее теоретические дискуссии вели раввины из его секты, он сам в диспутах не участвовал.
Предположительно, его отец был саббатианцем и из-за преследований вынужден был переселиться в Валахию. Ещё в юном возрасте стал заниматься торговлей, разбогател, в 1752 году женился на дочери богатого торговца из Никополя.

### Контакты с дёнме в Турции
Посещая Турцию, стал контактировать с местными саббатианцами (дёнме). В Смирне Якоб встретился с хахамом Иссахаром, который посвятил его в саббатианство. Он и получил прозвище Френк (Франк), означающее выходца из Европы.
В 1740 году умер Барухия Руссо, община дёнме в Салониках лишилась лидера. Уже тогда он с одобрения Иссахара объявил себя реинкарнацией Барухии Руссо. Прослеживая переселение душ, он выстроил цепочку переселения душ — Мухаммад, Шабтай Цви, Барухия Руссо, в конце этой цепи он ставил себя. Чтобы доказать «подлинность» своей души, он начинает публично нарушать еврейские заповеди. Однако этим он серьёзно напугал турецких евреев (и также дёнме), и был вынужден скрыться от преследований в Польше.

### Создание саббатианской общины в Подолии
Возвратился в Подолию в 1755 году; объявил себя воплощением Шабтая Циви; был взят под покровительство католическим епископом Подолии Николаем Дембовским. Участвовал в ряде диспутов с раввинами, организованными католическим духовенством; доказывал действительность использования крови иудеями в ритуальных целях, что впоследствии использовалось как свидетельство в имевшей широкое хождение книге Гауденция Пикульского.
Ему удалось объединить и сплотить большую общину. Следуя идеям Барухии Руссо, он организовывал экстатические собрания, на которых происходили «ритуальные» нарушения запретов Торы, в том числе сексуальных заповедей.
27 января 1757 года сектанты были арестованы за то, что они проводили религиозную оргию во время ярмарки в Лянцкоруне. Франк выставил себя подданным Турции и был освобождён из-под следствия, которое вели местные раввины. Он поселился в Хотине, который был тогда на территории Турции недалеко от польской границы.
Франкистская община 13 июня была изгнана в Бродах, затем во Львове, Луцке, Дубно и в Староконстантинове. Однако дело об оргиях, как имеющее отношение к религии, должно было разбираться в церковном суде, и Франк стал устанавливать контакты с католической церковью, ища покровительства. Он проработал саббатианские догматы, ввёл понятие Святой Троицы и выставил перед епископом дело так, что группа евреев борется против засилья талмудистов за признание Мессии и Троицы.

### Диспут в Каменец-Подольском и церемония сожжения Талмуда
Епископ Каменец-Подольского Николай Дембовский (пол. Mikołaj Dembowski) потребовал, чтобы ортодоксальные евреи сформулировали обвинения против франкистов, а от последних потребовал изложить своё вероучение. Летом 1757 года в Каменец-Подольском состоялся долгий диспут, на котором раввины — сторонники Якоба Франка заявили, что «Мессия никогда не придёт, а Иерусалим никогда не будет отстроен». Кроме того франкисты высказались против Талмуда, считая истинной книгу Зохар. Ортодоксальные раввины вынуждены были оправдываться, доказывая, что Талмуд не оскорбляет христианство, а книга Зохар не противоречит Талмуду, не трогая других вопросов, считая их неуместными. Епископ назвал сторонников Якоба Франка победителями спора.
17 октября 1757 года в Каменец-Подольском епископский суд во главе с Дембовским вынес приговор еврейской общине Лянцкоруна и обязал выплатить франкистам пять тысяч злотых; с евреев был взят налог на нужды церкви в Каменец-Подольском, а Талмуд был объявлен книгой, подлежащей сожжению. Талмуды изымались полицией в сопровождении франкистов по домам раввинов, синагогам, хедерам, библиотекам, и свозились для сожжения на базарную площадь. Однако в процессе сбора и сожжения талмудов Николай Дембовский неожиданно умер. Эту смерть стали истолковывать как наказание за сожжение святых еврейских книг. Еврейские массы в то время ожесточились против франкистов. Против них же стали выступать и поляки. После ряда массовых выступлений преемник Дембовского не решился далее защищать секту.

### Бегство в Турцию и принятие ислама
После этого Франк и большое количество его последователей бежали в Турцию, где в 1757 году приняли ислам, тем не менее они не пользовались поддержкой ни общин дёнме, ни еврейских общин, ни турецких властей, и вынуждены были скитаться между Турцией и Польшей.

### Возврат в Речь Посполитую. Создание секты
В 1758 году Франк получил разрешение короля Августа III вернуться в Польшу, где обосновался в небольшой деревне около Хотина. Там он создал секту наподобие христианского братства. Франкисты, вернувшиеся из Турции, поселились вокруг в нескольких деревнях на берегу Днестра. Франк назначил из членов «братства» 12 апостолов. Секту охотно посещали саббатианцы из других городов, оставляя богатые подарки.

### Львовскийдиспут и массовое крещение евреев
Франк снова стал вести переписку с королём и архиепископом, стремясь назначить второй диспут с раввинами. При этом он давал обещание принять христианство и разоблачить «ритуальные убийства» у евреев (о чём тогда распространяли слухи отдельные ксендзы, вопреки запретам папы). В обмен на ожидаемое крещение он пытался выторговать земельные участки вдоль Днестра, но безуспешно.
Диспут согласился провести львовский каноник Стефан Микульский. На диспуте львовский раввин Хаим Коэн Раппопорт доказал безосновательность утверждения о ритуальных убийствах, и Микульский признал этот вопрос невыясненным, однако в теоретических спорах объявил победу франкистам..
По мнению исследователя франкизма Меира Балабана, причиной выхода франкистов с кровавым наветом было давление католических священников и месть раввинам, которые преследовали франкистов.
После диспута христианские власти стали жёстко настаивать на принятии крещения, и вся секта (от 500 до 1000 человек) приняла христианство во Львове, 17 сентября 1759 года. Новые христиане принимали звания своих крестных отцов, тем самым попадая в среду польского дворянства. Сам Франк провёл две церемонии крещения, на последней в Варшаве его крестным отцом был сам король Август III; при этом присутствовали министры и дворяне, при крещении он получил имя Иосиф. За 30 лет количество крещёных евреев составляло около 25000.
После принятия христианства Франк постарался сплотить секту, запретив браки с посторонними (как было в группах дёнме), и ввёл внутри секты собственные порядки.

### Заключение вЧенстохове
В целом польское общество восприняло новокрещённых евреев достаточно благосклонно.
Якоб Франк подал ходатайство о предоставлении секте земельных участков. К секте с подозрением отнёсся папский нунций. Было произведено расследование деятельности секты, вскрыли переписку Якоба Франка с женой, и был сделан вывод, что вера сектантов несовместима с христианством. Следствие выяснило, что новокрещённые признают мессией самого Франка, исполняют свои собственные обряды. Виноватым был признан лично Франк, который намеренно вводил в заблуждение общину, он был арестован и в феврале 1760 посажен в крепость в Ченстохове.
Заключение было достаточно мягким, он мог встречаться с семьёй и с приверженцами, за время заключения он сформировал своё учение. Он рассылал общинам призывы принимать католицизм, которые находили резонанс в саббатианских общинах Моравии и в Чехии. Ореол мученика добавлял ему сторонников.
Крепость находилась в непосредственной близости от места паломничества к знаменитой Ченстоховской Божьей Матери, что сильно повлияло на Якоба Франка. За время заключения он сформулировал положение о соответствии Божьей Матери и шхины, а также о значении жены Мессии (он имел в виду Шабтая Цви, Барухию Руссо и себя), потом воплощением Божьей Матери и Шхины стала его дочь Ева Франк.
В крепости он отработал текст «красных писем» (то есть писем, написанных красными чернилами), которые стали рассылаться по еврейским общинам с призывами принять христианство.

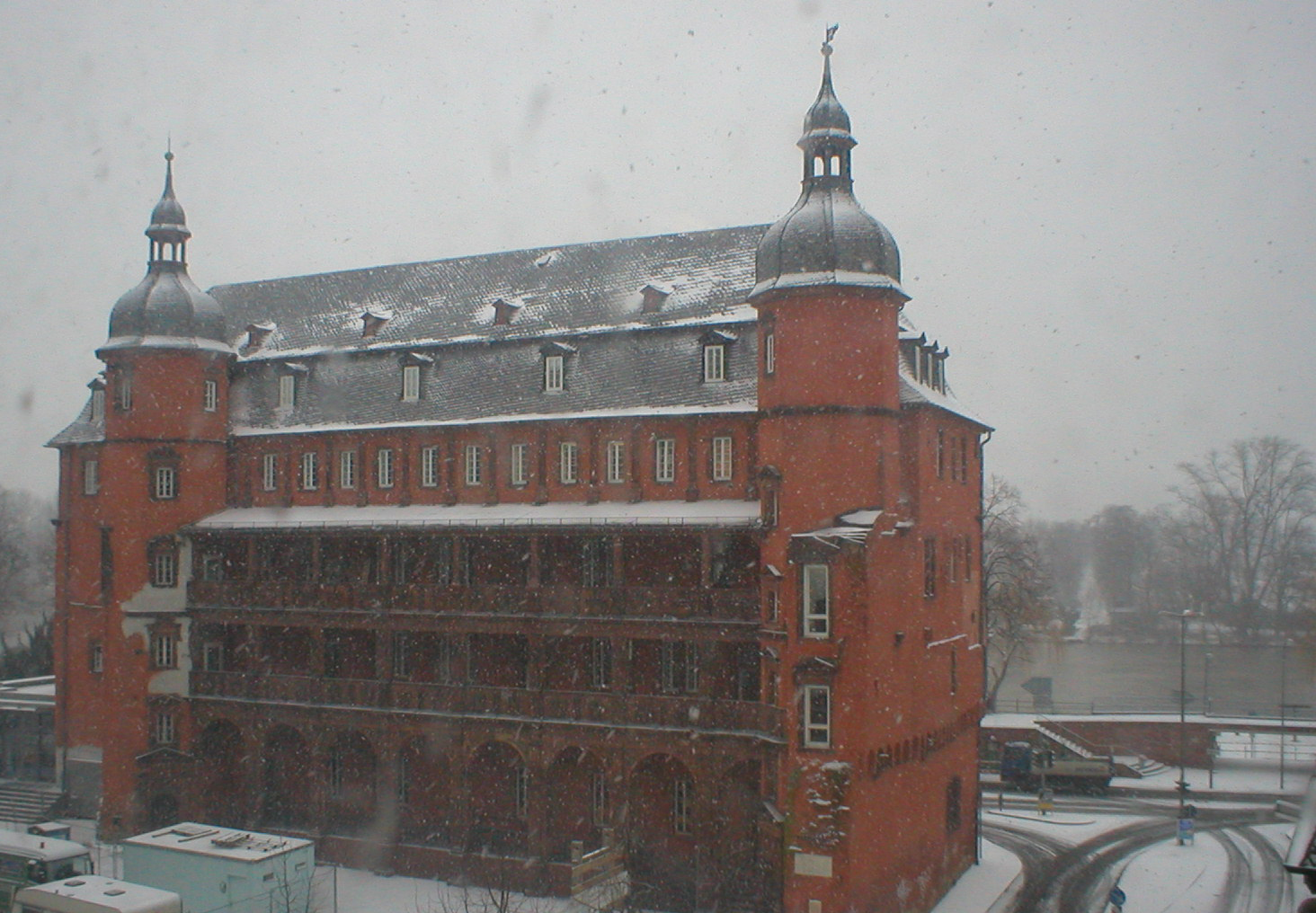
Изенбургский замок в Оффенбах-ам-Майне, где жил Якоб Франк

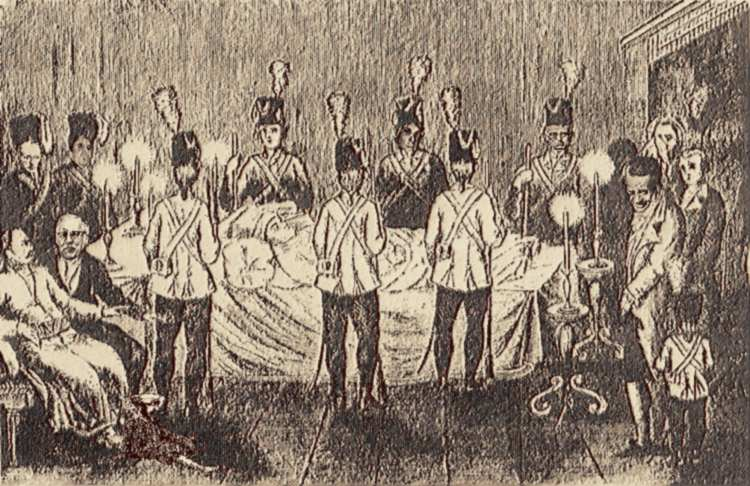
Умирающий Франк

В 1767 году русские войска вошли в Польшу, что сопровождалось восстанием гайдамаков и жестокими еврейскими погромами. Франк пытался наладить контакты с представителями православного духовенства, обещая массовый переход в православие, но не добился успеха. Франк не прекращал агитацию, объясняя несчастья евреев их несогласием принять новую веру, и выдавал мрачные прогнозы.
Барух Яван, противник Франка, связался тогда с русским православным духовенством и терпеливо объяснил им про деятельность Франка, от чего просьбы франкистов были проигнорированы.

### После освобождения
В августе 1772 года русские войска заняли Ченстохову, Франк был отпущен на свободу. Франк с семьёй направился в Варшаву. Выйдя из заключения, он оказался очень богатым — точная причина его богатства не выяснена, по одним предположениям он получил деньги от русских за шпионскую деятельность в пользу России, но скорее всего — от франкистов, которые при дворе в Варшаве сделали карьеру, получили дворянство, перестали вести агитационную деятельность, но охотно жертвовали деньги, которые собирала его дочь Ева Франк.

### Создание общины вМоравии
Далее Якоб направился в Брно, где снова стал организовывать общину — теперь уже не братство, а войско, состоящее из «казаков, улан и гусар». При этом он постоянно искал поддержку австрийских властей и получил даже аудиенцию у императора Иосифа II. Он пытался добиться титула графа, но безуспешно, хотя его дочь Ева стала пользоваться покровительством двора, находясь в интимной связи с императором. В 1788 году он получает титул барона.

### Последние годы, Оффенбах
В последние годы он жил в Оффенбахе, где он снял замок у графа Эрнста фон Гомбург-Бирнштейна за три миллиона гульденов, и стал именоваться «бароном Оффенбаха». К нему приезжали его приверженцы на паломничество и жертвовали большие суммы. Перед смертью в 1790 году он собрал своих друзей, устроив большое празднество, были собраны крупные суммы денег в его пользу. При этом он старался не афишировать своё происхождение среди соседей, и выставлял себя как польский барон. Среди жителей города, поражённых роскошью, ходили слухи, что Франк — лично император России Пётр III, а Ева — Елизавета Петровна; ходили и более скромные слухи о том, что Ева — внучка или дочь императрицы. Его состояние оценивалось в 800 тыс. дукатов.

### После смерти
Похоронен на католическом кладбище Оффенбах-ам-Майна, однако по еврейскому обряду. Похороны были обставлены с большой помпезностью и надолго запомнились жителям Оффенбаха. Руководство сектой перешло к его дочери Еве. Секта, однако, резко теряла популярность, Ева попала в серьёзные долги, а после смерти Евы в 1816 году секта быстро сошла на нет.
В Польше небольшая группа франкистов существовала вплоть до конца XIX века.

## Характеристика учения

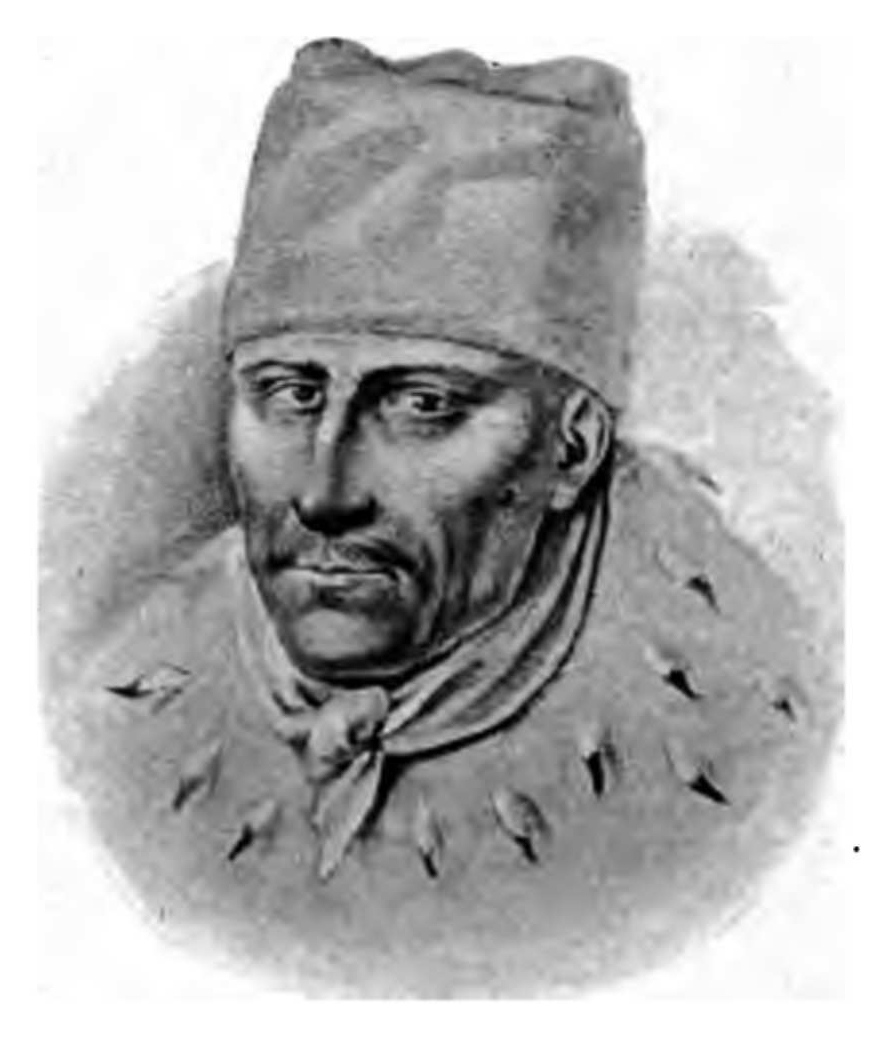
Посмертное изображение Франка в XIX веке

Франк сформулировал три основных положения:
1. Учение о святой троице — «Святого Старца» (Аттика каддиша), «Святого Царя» (Малка каддиша) и «Вышней Госпожи» или Шхины (Матронита элйона). Высшее Божественное начало считалось совершенно отстранённым от творения. Оно было скрыто во втором начале (Царь царей, истинный Бог Израиля, мужская природа). Третье начало воплощало женскую природу.
2. Учение о Мессии как «Святом Царе», который постоянно воплощается и занимается исправлением мира и способствует освобождению святых искр из пучины злых сил (клиппот).
3. Практика реализации Божиего плана творения через сочетание мужского и женского начал Божества. Человеческие страсти, запрещённые Галахой, как раз и являются «Божественными искрами», скованными в душах. Не имея выхода, они препятствуют наступлению желанной гармонии.

Община франкистов называлась «братством», в ней было 12 «апостолов» и 12 «сестёр». Хотя Франк считал себя Мессией, он называл себя посланником «Великого Брата». Иисус Христос был лишь оболочкой «святого плода», а собственно плодом Франк считал самого себя. Переход в христианство он рассматривал как снятие ложной оболочки с иудаизма — включая талмудические законы и запреты.
Своё учение он назвал новой религией, «святой верой Эдома». Освобождение пленных искр и их возрождение должно достигаться при помощи оргиастической практики, вызывающей слияние мужского и женского начал Божества. При этом предписания иудаизма, по его мнению, утратили свою силу.
В своих притчах он обращается к образу библейского Исава, у которого его брат Иаков хитростью отнял первородство; он считает, что Исав своей праведностью и добротой не заслужил такого обмана. Так как потомки Исава ассоциируются с христианами, принятие христианства Якоб Франк трактует как воздаяние дани по поводу несправедливого инцидента с первородством Исава.
Сохранились сочинения самого Франка, записанные под диктовку на языке идиш и переведённые на другие языки, преимущественно на польский.. В коротких притчах Якоб рассказывает об эпизодах, в которых он действует как «простак» (пол. prostak) — бесшабашно и напролом, и высшие силы помогают ему. В историях проглядывается символизм. Некоторые истории построены по схеме польских и русских народных сказок. Некоторые истории содержат толкования снов. Исследователь и переводчик Якоба Франка, проф. Гаррис Леновиц отмечает, что с точки зрения психоанализа сны иногда производят впечатление искусственных.
Отношение к франкизму среди других евреев было крайне отрицательное, идеи франкистов почти не оставили следов в религиозной мысли. При этом во времена подъёма франкизма появился хасидизм — движение, которое переосмыслило каббалистические проблемы, поднятые саббатианцами, и нашло решение, альтернативное франкизму.